# Der Club Dumas
Der Club Dumas ist ein Roman des spanischen Schriftstellers Arturo Pérez-Reverte, der im Jahr 1993 unter dem Titel El Club Dumas in Spanien erschienen ist. Der Titel der englischen Ausgabe lautet The Club Dumas.
Die Handlung spielt in der Welt der Antiquare; der Autor greift damit ein Thema seines früheren Romans Das Geheimnis der schwarzen Dame auf, in dem es um die Aufdeckung der Geheimnisse eines alten Gemäldes geht, und der unter dem Titel Geheimnisse 1994 verfilmt wurde.

## Inhalt
Ein gewisser Boris Balkan erzählt die Abenteuer des Buchhändlers Lucas Corso, der beauftragt worden ist, eine seltene Handschrift von Alexandre Dumas zu untersuchen. Seine Untersuchungen führen Corso zu drei Ausgaben des Buches De Umbrarum Regni Novem Portis (Die Neun Pforten des Königreichs der Schatten). Auf seiner Reise begegnet er einer Vielzahl bizarrer Persönlichkeiten, darunter Teufelsanbetern, Bibliomanen und einer hypnotisch verlockenden Femme fatale. Die Reisen führen Corso nach Madrid (Spanien), Sintra (Portugal), Paris (Frankreich) und Toledo (Spanien).
Das Buch verarbeitet so verschiedene Themen wie das Fälschen antiker Bücher, das Leben und Liebesleben von Alexandre Dumas, die Inquisition und die Beschwörung des Teufels.

## Fiktive Schriftstücke
Zwei Schriftstücke spielen in diesem Buch gewissermaßen die Hauptrolle. Dabei ergeben sich zwei ineinander verflochtene Handlungsstränge, deren innerer Zusammenhang insbesondere von der Hauptfigur Corso bis zum Schluss gesucht wird.

### De Umbrarum Regni Novem Portis
Aristide Torchia ist der fiktive Autor dieses Buches. Er wurde im Jahr 1620 geboren. Im Jahre 1666 verfasste er das Buch De Umbrarum Regni Novem Portis, was übersetzt „Die Neun Pforten Zum Königreich der Schatten“ bedeutet. Er wurde von der Inquisition im Jahre 1667 auf dem Scheiterhaufen verbrannt. Noch während seiner Hinrichtung verkündete er, es gäbe noch genau ein echtes Exemplar der „Neun Pforten“, während die Fachwelt später drei noch existierende  Exemplare kennt. Jedes der drei Exemplare enthält neun Bildtafeln, die nur auf den ersten Blick gleich aussehen und auch alle im Roman abgebildet werden.
In der Fachliteratur wird erwähnt, dass die neunte Bildtafel bei einem der Exemplare fehlen soll, was Corso aber widerlegt. Dennoch könnte man (als Leser des Romans) vermuten, dass die echte neunte Bildtafel entnommen wurde und später durch eine perfekt gefälschte Bildtafel nach dem Vorbild der beiden anderen Bücher ergänzt wurde.

### Le vin d’anjou
Hierbei handelt es sich um die verloren geglaubte Originalhandschrift des Kapitels aus dem Roman Die drei Musketiere von Alexandre Dumas.

## Figuren
- Lucas Corso ist ein Buchjäger, der für zahlungskräftige Kunden wertvolle Bücher, Originalausgaben oder Handschriften sucht. Wie die meisten der Akteure ist er sehr belesen. Er mag naiv und hilfsbedürftig wirken, geht aber in Wirklichkeit skrupellos vor.
- Irene Adler ist die weibliche Hauptperson des Buches, ihre Augen schimmern diabolisch grün und ihr Name ist  der einer Gegenspielerin des Detektivs Sherlock Holmes. Bei Corsos Suche nach dem Beweis der Echtheit des Musketier-Manuskripts oder der geheimnisvollen Verbindung der beiden Werke zeigt sie sich meist auffallend passiv und desinteressiert. Äußerlich mag man sie auf etwa 20 Jahre schätzen, es wird aber angedeutet, dass sie einige Jahrhunderte alt sein muss. Sie erinnert an den verliebten Teufel aus Jacques Cazottes gleichnamigem Stück.
- Flavio La Ponte ist ein Bekannter Corsos; er erhielt das Kapitel der Drei Musketiere von seinem ursprünglichen Besitzer Taillefer kurz vor dessen (mutmaßlichem) Selbstmord, der am Beginn der Geschichte steht.
- Boris Balkan wird von Corso kontaktiert, um die Authentizität einer Handschrift von Alexandre Dumas zu überprüfen, die ein unbekanntes Kapitel der Drei Musketiere enthalten soll. Sein besonderes Interesse gilt dem Werk Dumas´, worin er in Fachkreisen als Experte gilt. Er ist der (fiktive) Erzähler der Erlebnisse Corsos und bemüht sich darin aber um möglichst große Distanziertheit.
- Varo Borja ist ein exzentrischer Buchsammler. Sein besonderes Interesse gilt Büchern über Luzifer und Teufelsbeschwörungen. Ihm gehört eines der drei bekannten Exemplare der Neun Pforten, er beauftragt Corso, zu überprüfen, welches der drei überlebenden Exemplare das echte ist. Er wird ebenso wie Corso als skrupellos beschrieben, wirkt aber wesentlich "negativer", so ist er ein Mensch, der über Leichen geht, dies vermutlich schon getan hat. Da er sehr vermögend ist, kann er es sich leisten, dass andere für ihn diese Drecksarbeit erledigen und die Spuren seiner mehr als kriminellen Machenschaften verwischen.
- Victor Fargas ist ein besessener, vielleicht der besessenste, aber inzwischen verarmter Buchsammler, der die zweite der drei Ausgaben der Neun Pforten besitzt. Er erzählt Corso, wie viel Qualen es bereitet, wieder ein Buch verkaufen zu müssen. Er wird ermordet, der Täter bleibt zunächst unbekannt.
- Lianna Taillefer ist die als intelligent, schön und berechnend beschriebene Witwe Enrique Taillefers, eines Büchersammlers, mit dessen angeblichem Selbstmord durch Erhängen die Geschichte beginnt.
- Die Brüder Pedro und Paolo Ceniza, zwei Antiquare, wissen über das Restaurieren, Fälschen oder Verfälschen antiker Bücher nicht nur in der Theorie gut Bescheid, sondern gehen diesem Handwerk auch praktisch nach. Sie geben als Experten Corso wichtige Informationen darüber, wie die Echtheit der Neun Pforten festgestellt werden kann. Man kann vermuten, dass das Restaurieren (und evtl. das Fälschen und Verfälschen von Büchern) für sie nicht nur ein Broterwerb, sondern eine Leidenschaft ist, in der sie möglichst perfekt sein wollen – und es wohl auch sind.
- Rochefort ist ein nach einer Romanfigur Dumas’ benannter Protagonist, dessen Name erst spät bekannt wird. Ähnlich dem Rochefort aus Dumas Roman hat auch er eine auffallende Narbe im Gesicht und steckt mit "Milady" (in diesem Falle Lianna Taillefer) unter einer Decke.
- Baroness Frida Ungern ist die Besitzern des dritten Exemplars der Neun Pforten, die nach eigenen Angaben als junges Mädchen eine Liaison mit Luzifer hatte und dadurch zu einer Hexe wurde.

Einige der Hauptfiguren aus Club Dumas weisen Parallelen zu Charakteren aus Dumas’ Drei Musketiere auf (Mylady deWinter, Richelieu, Rochefort).

## Verfilmung
Der Roman wurde 1999 von Roman Polański mit Johnny Depp in der Hauptrolle verfilmt.

## Ausgaben
- Spanisch: El club Dumas. Alfaguara, Madrid 2003, ISBN 84-204-8102-5.
- Deutsch: Der Club Dumas. Weitbrecht, Stuttgart/Wien 1995, ISBN 3-522-71760-0. Übersetzer: Claudia Schmitt.
  - Taschenbuchausgabe: List, Berlin 2005, ISBN 3-548-60511-7 (List-Taschenbuch. 60511).